# Giovanni Quaini
Giovanni Quaini (Salerano sul Lambro, 28 febbraio 1880 – Spino d'Adda, 13 maggio 1951) è stato un presbitero e antifascista italiano, punto di riferimento nel territorio lodigiano per l'attenzione alla questione sociale e l'opposizione al fascismo.

## Biografia

### Gli anni della formazione
Giovanni Quaini nasce a Salerano sul Lambro il 28 febbraio 1880. Il padre, Bassano Quaini, è ciabattino e la madre, Maria Biancardi, ostetrica. Entra nel Seminario vescovile di Lodi, dove si distingue quale membro di spicco dell’Accademia Leone XIII (detta anche Accademia S. Tommaso d'Aquino): un gruppo di seminaristi che si ritrova nel tempo libero per approfondire i temi della giustizia sociale sollevati dall’enciclica Rerum Novarum del papa Leone XIII.

### Un giovane prete a fianco dei contadini
Ordinato sacerdote il 28 maggio 1904, è mandato quale vicario parrocchiale nella parrocchia di Caselle Landi. Qui mette a frutto le riflessioni maturate negli anni della formazione: nel giro di soli 5 anni questo giovane prete fonda una Cassa Rurale, una Cooperativa per i lavoratori disoccupati, l’Unione rurale tra fittabili e proprietari terrieri, una sorta di previdenza sociale, una prima organizzazione sindacale per i braccianti contadini. Oltre che di un'intelligenza acuta e di una coraggiosa intraprendenza, è dotato anche di una grande capacità oratoria: tiene numerosi comizi in cui controbatte vari esponenti socialisti presenti nel territorio, ed è ricercato, come oratore, anche fuori dal Lodigiano. Dai suoi avversari, viene soprannominato "quel demonio di un prete”. “Alla quaglia taglieremo la coda”, gli urla, un giorno, un socialista durante un comizio, e don Quaini prontamente ribatte: “ma non il becco”. 
Dal 1909 al 1911 è a Codogno quale cappellano del lavoro e propagandista per il Basso Lodigiano. È nominato Direttore del settimanale locale, Il popolo. Qui organizza i primi movimenti politici di stampo cattolico, ma raccoglie anche cocenti sconfitte. Con il fallito sciopero contadino del 1910, primo sciopero nelle campagne della bassa Lodigiana organizzato dai Popolari, si inimica i proprietari terrieri, i quali fanno pressioni sul vescovo per un suo trasferimento dalla città.

### Gli anni in città a Lodi
Nel 1912, don Giovanni Quaini è trasferito da Codogno a Lodi, dove rimarrà fino al 1931. Allo spostamento nel capoluogo è unito anche il divieto di predicare fuori dalla Chiesa e di parlare di questioni non religiose. Eppure questo divieto sembra essere disatteso dallo stesso vescovo, mons. Giovanni Battista Rota, che gli affida, nello stesso anno, oltre al ruolo di vicario della Parrocchia di San Lorenzo, anche l'incarico di direttore del settimanale cattolico Il Cittadino (dal 1911 al 1918 e dal 1920 al 1921). A tali mansioni, si aggiungeranno poi, negli anni successivi, quella di amministratore della Banca Sant’Alberto (dal 1916 al 1927) e di segretario del Partito Popolare Italiano a Lodi. IL 7 gennaio 1927, a Roma, si laurea in Teologia e Filosofia, presso il Collegio Teologico dell’Università Romana, avendo come relatore P. Felice Mariano Cordovani.

### Parroco di Spino d'Adda: l'opposizione al fascismo

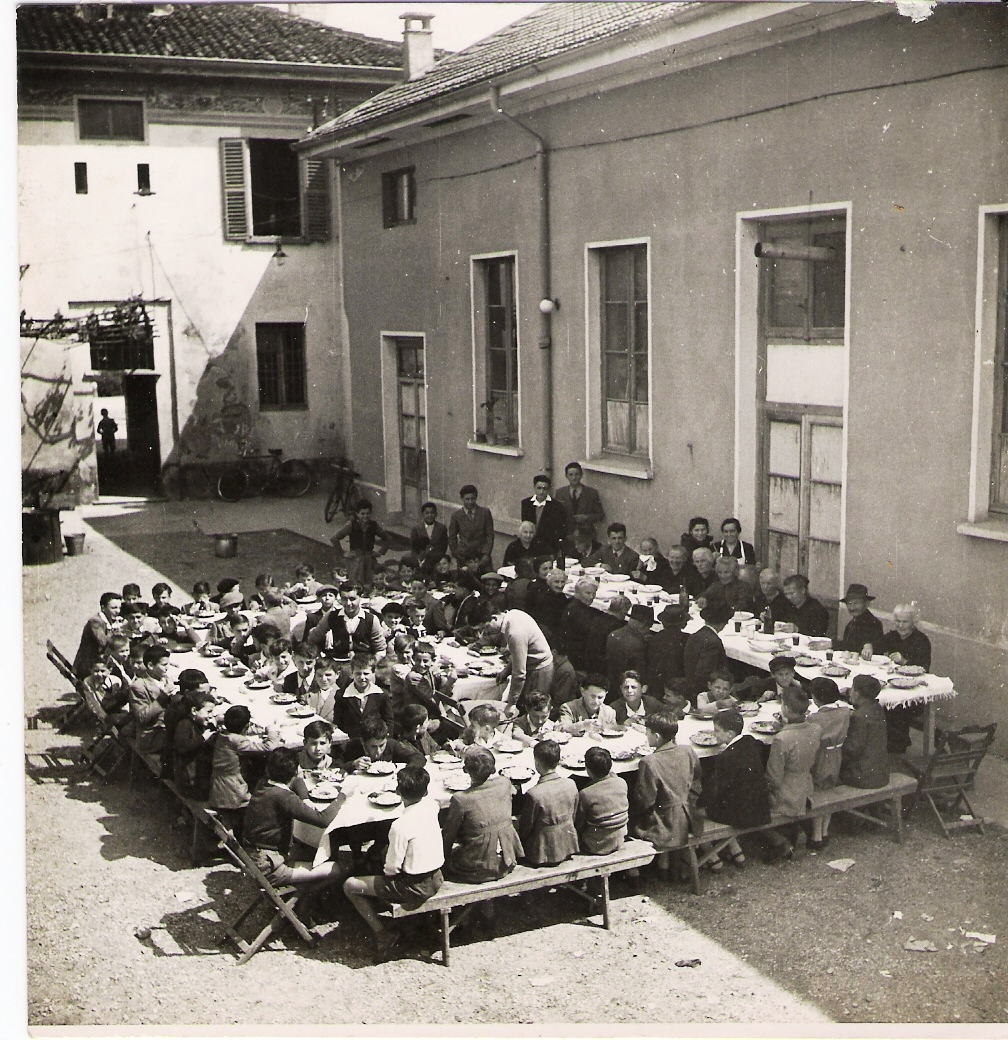
La mensa domenicale voluta da mons. Quaini a Spino d'Adda per i figli dei contadini che venivano in paese per la Messa, la catechesi e il cinema.

Nel 1931, arriva la tanto attesa nomina a parroco, nomina a lungo ritardata per l'opposizione dei fascisti. Quaini è inviato come parroco a Spino d'Adda. Per la prima volta alla guida di una comunità, don Quaini dimostra il suo cuore di pastore e mette a frutto tutto il bagaglio di esperienze e riflessioni maturate negli anni precedenti. Si adopera per la riforma sociale, a favore della classe contadina e operaia, degli anziani e dei giovani. Compie iniziative ardite, come la fondazione di una cooperativa edilizia per costruire i primi alloggi popolari del paese o la lottizzazione di una cascina che è parte del beneficio parrocchiale (la Cascina Cassinetta) a favore di alcune famiglie contadine che di fatto diventano piccoli proprietari terrieri ante litteram. 
Negli anni bui della guerra emerge il suo coraggio eroico: il parroco diviene uno dei punti di riferimento dell’intero paese. Il 1º agosto 1943 interviene pubblicamente in chiesa contro il Regime Fascista, dando il via a quel movimento che lo porterà, di lì a poco, a fondare, insieme ai fratelli Franco, Nino e Giovanni Spinelli il primo nucleo di attività partigiane in paese. Tale nucleo si costituisce poi, insieme ad altri sostenitori e combattenti, come il G.A.P. della zona Linate-Paullo-Pandino, fondato ufficialmente il 17 dicembre 1943 con a capo il Capitano Franco Spinelli (detto Nemo) e il Tenente Claudio Necchi (detto Enea). Tale G.A.P. si trasformerà poi nella 175ª Brigata Garibaldi, che ebbe come comandante Giacomo Cabrini e commissario di guerra Giovanni Agosti. Insieme ai suoi compagni spinesi, il parroco si adopera per nascondere su un isolotto dell'Adda alcuni soldati fuggitivi di diverse nazionalità (cechi, italiani, britannici, greci, serbi), fuggiti, con ogni probabilità, dal grande centro di reclusione che era sito nei pressi della città di Crema. Per loro, insieme ad alcuni agricoltori locali, trova i necessari approvvigionamenti e i successivi nascondigli. Occulta in casa sua diversi ricercati politici, tra cui un ebreo, una nobildonna del paese e due disertori delle Forze Repubblicane. Da notare è che proprio quasi di fronte alla casa parrocchiale, nella villa dei conti Zineroni Casati, stazionava un distaccamento di soldati tedeschi. Da essi, a dire il vero, don Quaini ebbe anche un generoso aiuto. Si tratta di un soldato tedesco, di nome Riccardo Bocklich che, nauseato dalle atrocità della guerra e affascinato dalla figura carismatica del parroco spinese, si adoperò, a rischio della sua vita, per passare informazioni segrete al gruppo locale della Resistenza. Tale forte legame trovò conferma nella permanenza del soldato in casa di don Giovanni anche nei mesi successivi al termine della guerra. Egli chiese e ottenne di divenire cattolico e di ricevere la sua Prima Comunione (il 14 giugno 1945). Rimase poi in Italia e si stabilì a Firenze.

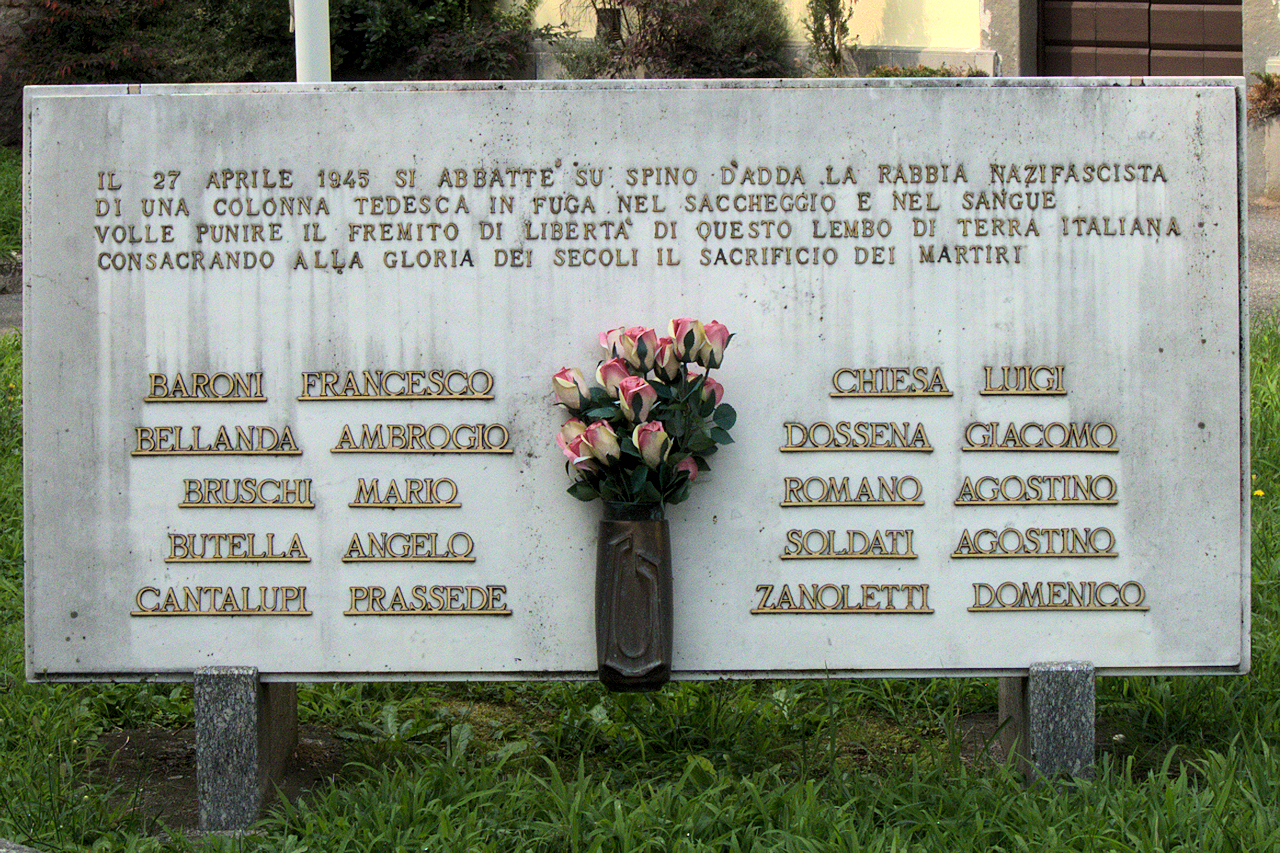
Lapide commemorativa dell'eccidio posta nella piazza tra il Comune e la Chiesa Parrocchiale di Spino d'Adda. Il testo fu dettato da Mons. Quaini.

Nei giorni di confusione che seguono la Liberazione, don Quaini ha un ruolo di primo piano in due tristi vicende che segnano la vita del piccolo paese al confine tra il Lodigiano e il Cremasco. La prima è nota come l'eccidio di Spino d'Adda. Il 27 aprile, mentre una colonna di soldati tedeschi sta per entrare in paese, mentre batte in ritirata verso Brescia, i partigiani aprono il fuoco e uccidono un soldato tedesco. La reazione dei soldati è tremenda: entrano in città, saccheggiano alcuni negozi e uccidono spietatamente dieci civili, tra cui un povero ragazzino, Luigi Chiesa. Un soldato tedesco entra, sparando, anche nella canonica dove, sotto la scrivania è nascosto un partigiano (un certo Ferla di Nosadello, detto Garibaldi). Don Quaini, con sangue freddo, rimane seduto al suo posto e riesce a celare la presenza dell'uomo che trova così scampo da morte certa. Arrivata la sera, mentre ancora la piazza è invasa dai tedeschi, il parroco si reca a visitare tutti i feriti e raccoglie le salme dei caduti nella chiesa, provvedendo a preparare una degna sepoltura.
Il secondo episodio è l'uccisione del podestà Vito Severgnini. All'indomani della firma dell'Armistizio e con l'occupazione nazi-fascista, a Spino viene mandato come commissario prefettizio e poi Podestà un temuto fascista, Vito Severgnini. Pochi giorni dopo la Liberazione, il risentimento nei suoi confronti porta i partigiani non solo al suo arresto, ma anche ad un affrettato processo con sentenza di morte. Don Quaini, che pure aveva anche lui patito i sospetti e le intimidazioni del Podestà negli anni della resistenza clandestina, si adopera perché non si scada nella vendetta e venga risparmiato un ulteriore e inutile bagno di sangue. La sua azione è però inutile: il Podestà venne giustiziato il 30 Aprile, senza attendere ulteriori indicazioni.

### La delusione dell'immediato post-guerra
Terminata la guerra, don Quaini (divenuto ormai nel 1941, monsignor Quaini) si adopera per ricostruire l’unità del paese e guarire le ferite del lungo conflitto: tiene per diverso tempo, a nome del comune, il Registro dei prigionieri e invalidi di guerra e l'Ente Comunale Assistenza. La sua opera pacificatrice è destinata però a infrangersi contro la rinata opposizione ideologica. È così che negli ultimi anni di vita, si vede ingiustamente bersagliato dalle formazioni comuniste locali. Si spegne il 13 maggio 1951. I funerali si svolgono con una partecipazione di massa: il feretro, portato a spalla da alcuni uomini del paese, prima di arrivare in chiesa, fa il giro di tutto il paese, sullo stesso percorso riservato al Santissimo Sacramento durante la processione delle Quarantore. Commoventi le sue ultime parole affidate al Testamento Spirituale:

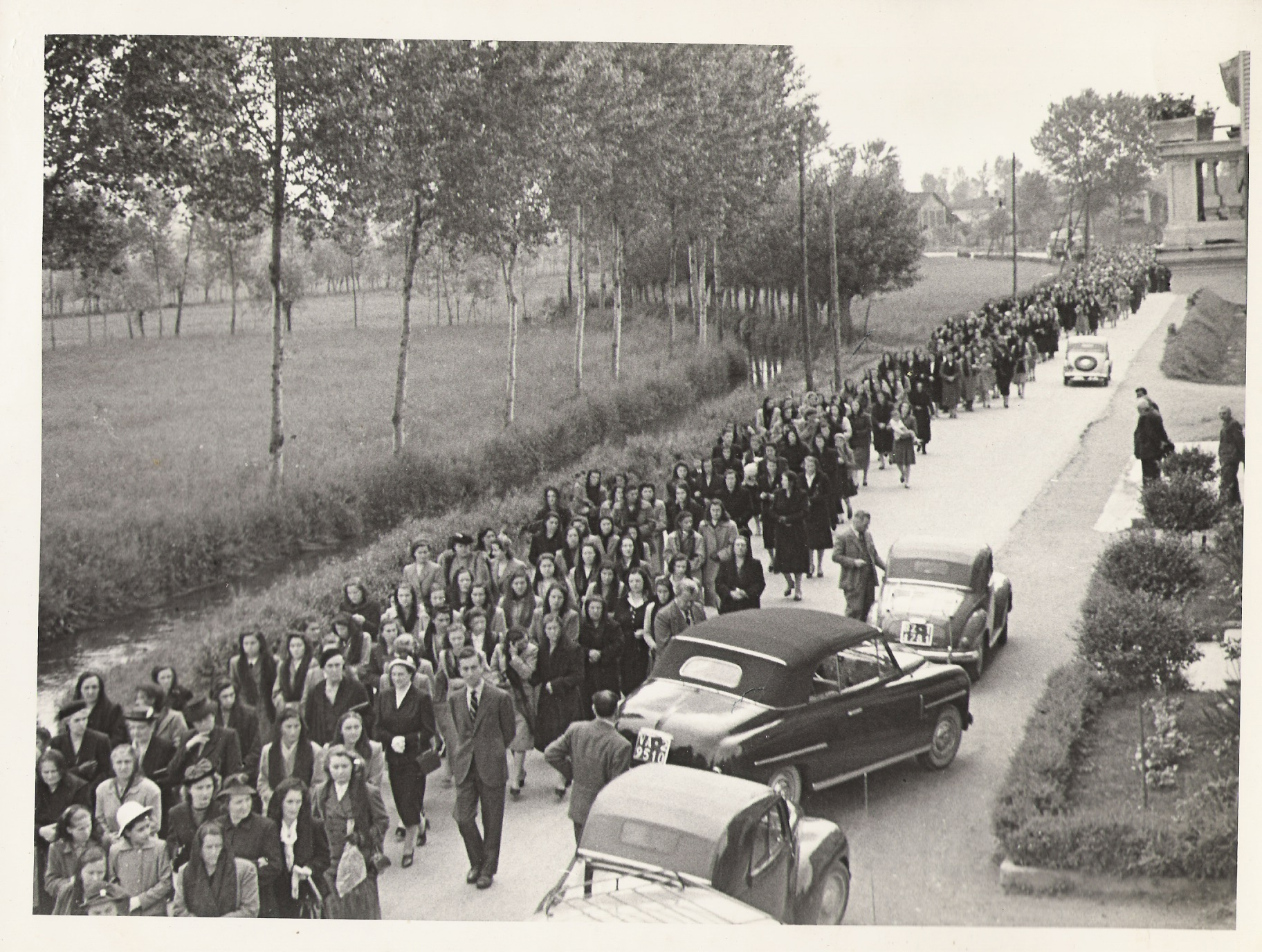
Parte del corteo al funerale di Mons. Giovanni Quaini.

“Chiedo perdono a Dio e alla sua Chiesa delle mancanze da me commesse specialmente nell’esercizio del mio ministero sacerdotale. Chiedo pure perdono a tutti i miei parrocchiani delle mie deficienze pastorali, ed a ciascuno personalmente delle offese che avessi potuto recare loro. Conscio che lontano da Gesù Cristo e dalla sua Chiesa non vi è salvezza né spirituale né sociale, ho consacrato le mie forze a guidare la parrocchia su questo sentiero, cercando in ogni momento, anche nelle situazioni più agitate e scabrose, di tenere i fedeli uniti nel rispetto della civile libertà per tutti, nel vincolo della verità e della carità di Cristo. A Dio rivolgo la mia umile preghiera, perché nella sua misericordia raggiunga Egli, a bene delle anime a me affidate, la meta nobilissima che io, strumento indegno, non ho saputo raggiungere”. 

## Testimonianze dei salvati

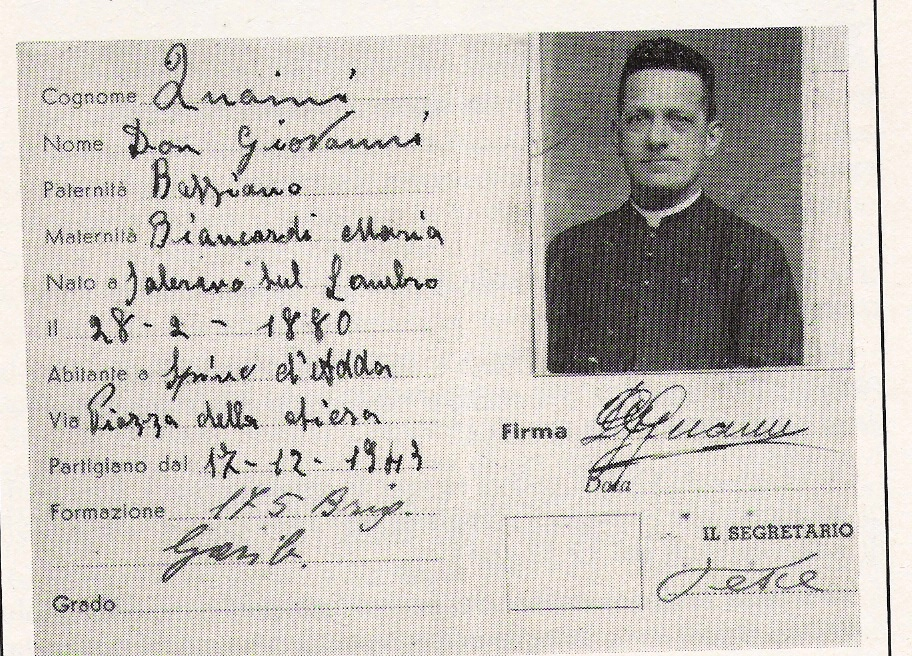
Fotocopia della tessera da partigiano rilasciata a Mons. Giovanni Quaini.

All'indomani della fine della guerra, le tre figure di spicco della resistenza partigiana locale (il sindaco Giovanni Spinelli, il parroco mons. Giovanni Quaini, il presidente del CLN, il conte Ezio Premoli e il tenente Claudio Necchi, comandante delle Brigate Garibaldine 172-173-174-175 nella zona del Sud Milano) redaggono un'accurata relazione delle attività della Resistenza locale da consegnarsi al Corpo Volontari della Libertà di Milano ed all'Archivio storico di Milano. Copia di tale relazione è conservata anche nell'archivio parrocchiale della Parrocchia di Spino d'Adda. Tale minuziosa relazione è correlata da diversi allegati, tra cui i biglietti autografi di alcune persone che grazie all'intervento pronto e coraggioso di don Quaini ebbero salva la vita. Le riportiamo qui di seguito
- Edmondo Ascoli, ebreo. "Il sottoscritto Edmondo Ascoli fu Leopoldo, nato a Ferrara il 6 gennaio 1876, di razza ebraica, abitante a Milano in via Compagnoni 1 e sfollato a Gradella di Pandino dichiara: essendo ricercato dalla polizia fascista per l'applicazione dei provvedimenti razziali, fui suggerito di chiedere aiuto al Parroco di Spino d'Adda, Mons. Giovanni Quaini. Questi mi occultò in casa sua e mi tenne dal 2 dicembre 1943 al 14 luglio 1944, nonostante fosse venuto in paese quale Commissario e poi Podestà il famoso fascista Severgnini Vito, che mi conosceva personalmente. Questo, per la verità. In fede. Milano, 4 luglio 1945. Edmondo Ascoli"
- Pietro Silla. "Il sottoscritto Pietro Silla dichiara: in seguito al primo sciopero politico avvenuto nel marzo 1943 a Milano, mi trovai ricercato dalla polizia OVRA, come Segretario della Organizzazione clandestina nell'Officina Borletti, via Washington, e per aver capeggiato lo sciopero dell'officina medesima. Mi rifugiai sul Cremonese presso parenti, ma ben presto dovetti comprendere che non mi trovavo al sicuro. Amici antifascisti, tra cui ricordo il sign. Emilio Corsico provvidero alla mia assistenza in modo efficace. Ricorsero cioè al Parroco di Spino d'Adda, sac. Mons. Giovanni Quaini, a loro ben noto. Il medesimo parroco ben volentieri organizzò il trafugamento mio in Svizzera, attraverso Livigno. In fede. 12 Agosto 1945, Pietro Silla".
- Giuseppe Curti, partigiano. "Io sottoscritto dichiaro che il 26 luglio 1944, dovendo fuggire da casa perché scoperto con armi e come partigiano, durante un rastrellamento, essendo minacciato di taglia e di arresto, mi rivolsi al Parroco don Giovanni Quaini che mi procurò la carta di identità falsa, la quale mi permise di mettermi al sicuro lontano da Spino. 22 luglio 1945, Giuseppe Curti".
- Beatrice Zineroni Casati, nobildonna locale. "Nell'autunno del 1944 parte della nostra casa fu requisita e occupata dalle forze armate tedesche. In tale occasione, per aver rivolto a un ufficiale tedesco la seguente domanda: 'Quando ve ne andate in Germania?', dal Commissario Prefettizio Vito Severgnini fui denunciata. In seguito a ciò fu emesso mandato di cattura contro di me. Il 29 settembre 1944 chiesi ricovero nella casa del Parroco di Spino d'Adda Mons. Giovanni Quaini, che mi ospitò fino all'alba del 2 ottobre, nella quale mi fu possibile fuggire da Spino. 22 luglio 1945, Beatrice Zineroni Casati".
- un certo Levini, ebreo, e Antonio Ambrosini, disertori della X Mas. "Nel settembre 1944, verso gli inizi del mese, mentre ero ospite di Mons. Quaini, si rifugiarono colà due giovani, un tale Levini (nome falso, alterazione di Levi) e il suo amico Ambrosini Antonio. I due erano, così raccontarono, fuggiti da Milano, perché, facenti parte della X Flottiglia Mas, avevano abbandonato il loro reparto ed erano ricercati dalla Forza Repubblicana Fascista. Il Levini, ebreo, si era arruolato nella X Mas per essere al sicuro da persecuzioni razziali. L'Ambrosini perché di leva, voleva sottrarsi alla deportazione in Germania. Poi non potendo resistere nelle forze repubblicane fasciste, a cui avevano aderito, non per convinzione ma per necessità, erano fuggiti. Mons. Quaini, uso a dare aiuto, nelle sue possibilità, a tutti i ribelli al nazifascismo e a tutti i perseguitati politici e razziali, li ospitò per più giorni nella sua casa. In seguito, per la facilità di controllo e di delazione che c'è in ogni luogo, e appunto perché non era possibile, senza rischio dei due fuggiaschi, che rimanessero più a lungo a casa sua, si interessò in ogni modo perché trovassero un altro rifugio, più lontano e più sicuro che non nella sua casa e nel suo paese. In fede, Steno Siccoli".

## Il discorso contro il fascismo
La relazione redatta per il Corpo Volontari della Libertà di Milano e per l'Archivio storico di Milano, inizia dichiarando che "l'attività partigiana a Spino d'Adda ha avuto il suo preludio la domenica 1 agosto 1943 con le dichiarazioni antifasciste fatte pubblicamente in chiesa dal Parroco a guida dei fedeli". Di quali dichiarazioni si tratta? Nell'Archivio Parrocchiale della Parrocchia di Spino d'Adda è ancora conservato il foglietto scritto a macchina di tali parole, pronunciate in Chiesa pochi giorni dopo lo scioglimento del fascismo da parte del nuovo Governo Badoglio. Ecco il contenuto:

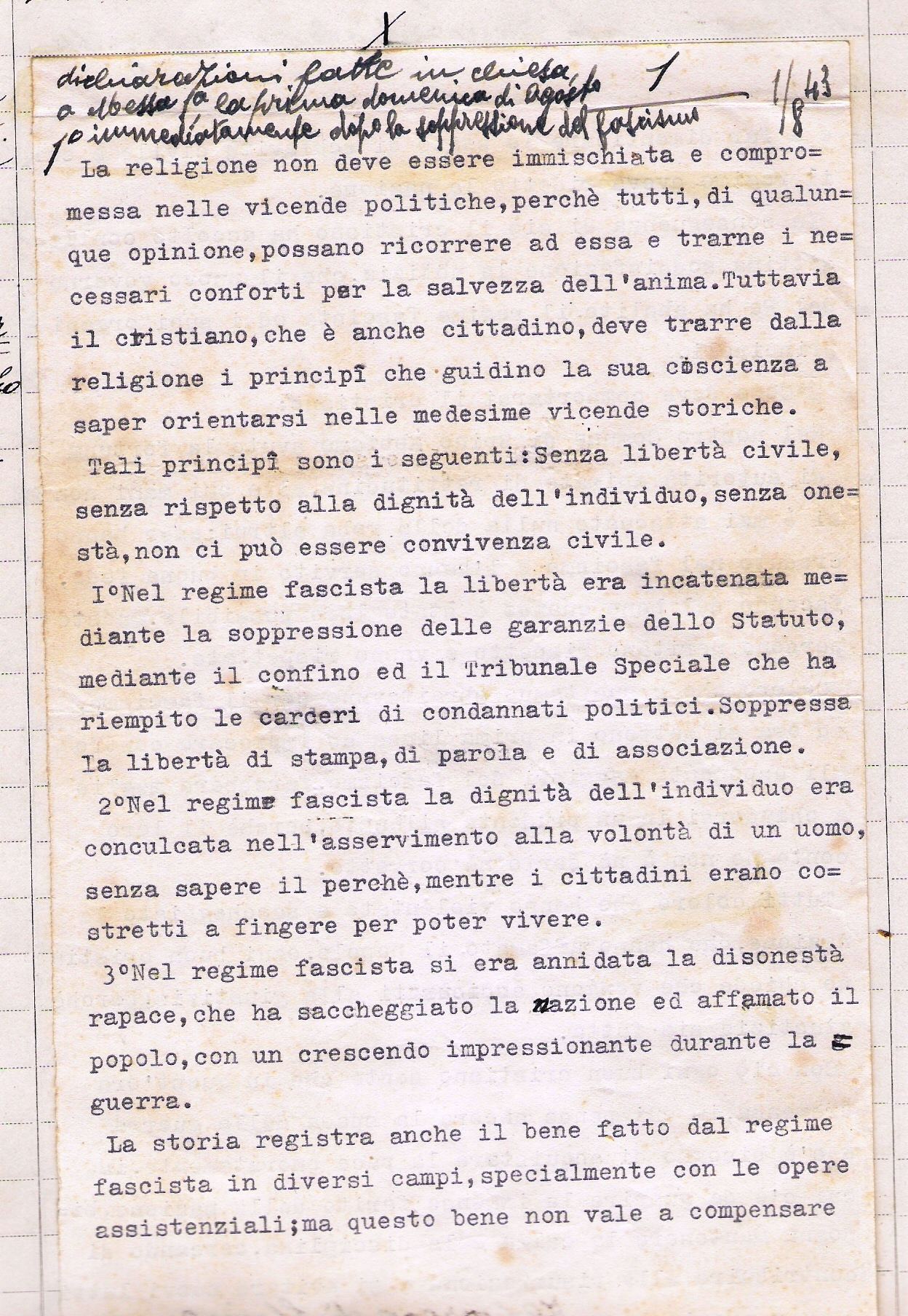
Davanti del foglietto dattiloscritto originale dell'intervento pubblico di Mons. Quaini contro il fascismo (1 Agosto 1943).

1. Nel regime fascista la libertà era incatenata mediante la soppressione delle garanzie dello Statuto, mediante il confino ed il Tribunale Speciale che ha riempito le carceri di condannati politici. Soppressa la libertà di stampa, di parola e di associazione.
2. Nel regime fascista la dignità dell'individuo era conculcata nell'asservimento alla volontà di un uomo, senza sapere il perché, mentre i cittadini erano costretti a fingere per poter vivere.
3. Nel regime fascista si era annidata la disonestà rapace, che ha saccheggiato la nazione ed affamato il popolo, con un crescendo impressionante durante la guerra.

La storia registra anche il bene fatto dal regime fascista in diversi campi, specialmente con le opere assistenziali; ma questo bene non vale a compensare e a far dimenticare lo stato di schiavitù civile a cui il regime aveva ridotto la nazione. In conseguenza di ciò il cristiano ha accolto con legittima soddisfazione la notizia, che il nuovo governo del Re ha abolito il regime fascista ed i suoi organi principali.
Come deve comportarsi il cristiano: Nel nostro Comune di Spino abbiamo avuto la fortuna di autorità animate di rettitudine, alle cui mani non si è mai attaccato nulla della roba altrui; esse hanno creduto nel fascismo e l'hanno servito in buona fede, facendo del bene quando è stato loro possibile. Queste persone meritano rispetto e vanno rispettate.Coloro che a suo tempo sbraitavano per il fascismo, ed ora si mettono in prima linea ad imprecare contro gli esponenti maggiori del fascismo, farebbero meglio a chiudersi in un prudente silenzio, perché il loro contegno non è né serio né corretto. Tutti coloro che hanno violentato e saccheggiato la nazione, che hanno affamato il popolo, ogni buon cristiano chiede che vengano assicurati alla giustizia, perché giustizia sia fatta. Con ciò ogni buon cristiano sente che in quest'ora tremenda, in cui pende ancora la spada della guerra e c'è bisogno di acquistare la pace onoratamente, in cui c'è da guarire le immense ferite della nazione, bisogna mantenere la calma e la disciplina, cercando di contribuire alla risurrezione e di evitare nuovi lutti e nuove rovine.»